# Tadao Horie
Tadao Horie (jap. 堀江 忠男 Horie Tadao; ur. 13 września 1913 w Masaika, zm. 29 marca 2003 w Nakano) – japoński piłkarz, reprezentant kraju.

## Kariera klubowa
Jako piłkarz grał w klubie Waseda WMW.

## Kariera reprezentacyjna
Karierę reprezentacyjną rozpoczął w 1934 roku, a zakończył w 1936 roku. W sumie w reprezentacji wystąpił w trzech spotkaniach. Został powołany do kadry na Igrzyska Olimpijskie w 1936 roku.

## Statystyki
| Reprezentacja Japonii | Reprezentacja Japonii | Reprezentacja Japonii |
| Rok                   | Mecze                 | Gole                  |
| --------------------- | --------------------- | --------------------- |
| 1934                  | 2                     | 0                     |
| 1935                  | 0                     | 0                     |
| 1936                  | 1                     | 0                     |
| Razem                 | 3                     | 0                     |